# Anisozyga erotyla
Anisozyga erotyla là một loài bướm đêm trong họ Geometridae.